# Chuyên đề 2!
2! hay Chuyên đề 2! là một ấn phẩm bán nguyệt san của báo Sinh viên Việt Nam, một tạp chí có nội dung về phong cách sống, bên cạnh đó đề cập tới nhiều vấn đề trong xã hội, định hướng thời trang cho các bạn trẻ cùng các cụm tin giải trí, với đối tượng độc giả chủ yếu là học sinh, sinh viên, thanh niên Việt Nam, được phát hành vào ngày 1 và 15 hàng tháng.

## Lịch sử phát hành[1]
- Ngày 2 tháng 5 năm 2002: Chuyên đề 2! Hoa Học Trò ra đời với hình thức ban đầu là một chuyên đề giải trí của báo Hoa Học Trò, được phát hành mỗi tháng một số. Sau đó, 2! đã được phát hành hằng tuần vào mỗi sáng thứ Ba với số lượng phát hành mỗi kỳ khoảng 200.000 bản mỗi số. Suốt 12 năm liên tiếp, tạp chí này giữ nguyên giá 10.000 đồng
- Ngày 24 tháng 3 năm 2013: 2! Luxe - ấn phấm đặc biệt dành cho người trẻ A+ ra đời và phát hành hằng tháng với các chuyên mục chính như: First in, Vùng tiểu khí hậu, Relationship, Giải trí. Phụ kiện của 2! Luxe thường là những vật phẩm hấp dẫn với giới trẻ lúc bấy giờ như: day-runner, cheating book, travel book,...
- Ngày 7 tháng 4 năm 2015: 2! Người trẻ Việt số 410 ra đời với hình thức thể hiện mới: mỗi số có một vấn đề để cùng phân tích, bàn luận. Chuyên đề ở số này có tên là Make Over với đại diện là ca sĩ Tóc Tiên. Bắt đầu từ số này, các số phát hành vào sáng thứ 3 cách tuần với giá 25.000đ/số, mỗi số tặng kèm một cuốn Menu Giải trí, có nội dung về thông tin âm nhạc, phim ảnh cùng các bài phân tích. Tới số 413, ngày 19 tháng 5, mục Menu Giải trí được gộp vào trong quyển báo, thay vào đó là cuốn phụ kiện Boiz đề cập tới thời trang, phong cách sống của các nam thanh niên
- Tháng 1 năm 2016, tạp chí này đổi ngày phát hành sang ngày 1 và 15 hàng tháng với giá 20.000đ/số. Số đầu tiên theo lịch phát hành mới này là số 431, ngày 15 tháng 1
- Tháng 4 năm 2016, 2! thay đổi cách thức thể hiện nội dung, hình ảnh, thiết kế và chất liệu giấy in. Số đầu tiên theo phiên bản mới này là số 436, ra ngày 1 tháng 4, với tiêu đề trang bìa BEGIN AGAIN. Người mẫu ảnh bìa cho số này là thành viên Isaac của nhóm nhạc 365daband

## Các cuộc thi và hoạt động[1]
- Là đối tác truyền thông của nhiều sự kiện lớn như HEC Korea, Soundfest, YAN Beatfest,... và các buổi gặp gỡ người hâm mộ của Kim Jae Joong, T-Ara, Lee Kwang Soo,... tại Việt Nam.
- Cuộc thi 2! Ngôi sao thời trang, cuộc thi đầu tiên dành cho người mẫu ảnh do 2! tổ chức. Nơi đây đã sản sinh ra rất nhiều những gương mặt được yêu thích như Sam, Ngọc Thảo, Mie, Hạ Anh, Noo Phước Thịnh, Jun (nhóm nhạc 365daband), Dương Minh Tuấn...

Ca sĩ Bảo Thy trên bìa số 399, ngày 6 tháng 1 năm 2015.

## Một số chuyên mục ở phiên bản cũ
- NGƯỜI TRẺ VIỆT
- NGHĨ TRẺ- NÓI THẲNG
- Chẩn bệnh người Việt trẻ
- 2!skool
- Gia đình thân yêu
- Teenstory
- Menu giải trí
- Phòng Chứa Bí Mật
- Tuổi Yêu
- Sức khỏe giới tính
- Khách mời 2!
- Bắt mạch trái tim
- Cuối tuần vui vẻ
- 2!U
- Cú sốc dậy thì
- Giải mã con trai
- Giác quan thứ 7
- Mật Thư
- Thời trang
- Hàng ghế đầu
- Nói bởi trái tim

Ngoài ra, hằng tuần báo còn tặng kèm 1 cuốn phụ san miễn phí SHOPPING 24/7 chuyên về mua sắm, quà tặng, coupond, giảm giá.... 16 trang 4 màu. SHOPPING 24/7 phát hành 3 phiên bản Hà Nội- Đà Nẵng- TP HCM